# Zamora FC
Zamora Fútbol Club, oftast enbart Zamora FC eller Zamora, är en fotbollsklubb från staden Barinas i Venezuela. Klubben grundades den 2 februari 1977 och vann sin första nationella titel redan 1980 då klubben vann Copa Venezuela, men den första vinsten av Primera División de Venezuela kom först säsongen 2012/2013, efter att klubben vunnit Torneo Clausura och därefter besegrat Deportivo Anzoátegui med totalt 3-2 i finalen. Den andra ligatiteln kom direkt säsongen efter då Zamora FC besegrade Mineros de Guayana med totalt 4-3 i finalen.